# Assassinato de Renné Senna
O caso Renné Senna diz respeito às circunstâncias que envolveram a morte do ex-lavrador Renné Senna (1953 – 2007), que ganhou 52 milhões de reais na Mega-Sena em julho de 2005 e foi assassinado no dia 7 de janeiro de 2007 com quatro tiros em um bar em Rio Bonito (RJ). A viúva, Adriana Almeida (a quem foi dada a alcunha pejorativa de “Égua Loura”) era 25 anos mais jovem que Senna e foi apontada pela polícia como a mandante do crime, supostamente motivada pela herança. O caso foi encerrado em dezembro de 2016, quando Adriana Almeida foi condenada a 20 anos de prisão por homicídio duplamente qualificado.

## Os antecedentes do crime
Em julho de 2005 Renné Senna viu sua vida mudar ao ganhar 52 milhões de reais no concurso 679 da Mega-Sena. Logo comprou um quadriciclo de 19 mil reais, e deu imóveis aos irmãos. Depois do prêmio, tentou mudar de bairro e foi para o Recreio dos Bandeirantes, bairro no Rio de Janeiro. Não se adaptou e voltou para Rio Bonito, que dizia ser o melhor lugar do mundo para viver. Construiu para si uma casa de 9 milhões de reais, onde acompanhava de perto a criação das 846 cabeças de gado e dos 12 cavalos. Andava com seguranças porque tinha medo de sequestro, mas não mudou seus hábitos. Continuava bebendo nos bares de Rio Bonito e conversando com os antigos amigos. “O Renné era um santo. Tinha gente que se aproveitava disso”, disse Olívio Ferreira, comerciante do centro de Rio Bonito. Segundo ele, não era raro alguém, depois de uma conversa com Renné, sair com R$ 10 mil.
Já Adriana mudou completamente depois do casamento com Renné, em 2006: parou de trabalhar e passou a circular em um automóvel Mercedes-Benz, sempre acompanhada por seguranças. Passava boa parte do tempo em uma academia de ginástica. Colocou silicone nos lábios, pintou os cabelos de louro e, quando foi presa, usava óculos escuros e se vestia de maneira semelhante à da ex-modelo Daniella Cicarelli. Segundo um ex-funcionário da fazenda, Adriana obrigou Renné a demitir os trabalhadores e contratar outros seguranças. Parentes dela foram empregados com salários de R$ 5 mil para funções banais na fazenda. “Enquanto isso ela não deixava nem os parentes dele irem lá”, afirmou o ex-funcionário.
Por Adriana, Renné modificou seu testamento. Os onze irmãos e a filha, antes os únicos beneficiários, passaram a ter de dividir com ela a herança em caso de morte. Quatro dias antes do crime, Renné, em consulta habitual ao gerente do banco onde tinha o dinheiro depositado, descobriu que Adriana havia sacado R$ 300 mil da conta conjunta do casal para comprar uma cobertura em Arraial do Cabo, na Região dos Lagos,no Rio de Janeiro. Sem saber da negociação e desconfiado da infidelidade da mulher, Renné teria iniciado uma discussão, que resultou na saída da viúva de casa no dia seguinte. Ele teria avisado que retiraria o nome dela do testamento.

## O crime
Na manhã do dia 7 de janeiro de 2007, Renné estava no bar do Penco sem seguranças, próximo à fazenda, quando dois homens encapuzados chegaram numa moto e o carona atirou em Renné, matando-o instantaneamente.  As balas acertaram a nuca, a têmpora esquerda, o olho esquerdo e o queixo do milionário. A possibilidade de assalto foi descartada pela polícia, já que os assassinos deixaram o relógio e o anel de ouro que Renné levava. Sua pochete, porém, foi roubada pelos bandidos. No dia do crime, surgiram as primeiras acusações contra a viúva, vinda da família do morto: ela havia passado o réveillon com seu amante numa cobertura em Arraial do Cabo.

## Acusações à viúva
Em 9 de janeiro de 2007, a filha do ex-lavrador, Renata de Almeida Senna, disse à policia que o assassinato foi encomendado por Adriana Almeida, a viúva. Logo depois, a irmã de Renné Senna, Jocimar Conceição da Rocha, também disse acreditar ter sido Adriana a mandante do crime. “Ela era a única com interesse”, contou a dona de casa que também afirmou que Adriana afastou Renné dos irmãos.

## As investigações do crime
O inquerito policial foi encerrado no dia 26 de março de 2007, apontando Adriana Almeida como a mandante do crime. As investigações policiais levaram à prisão de sete pessoas pelo assassinato do milionário: Adriana, a professora de educação física Janaína Oliveira, o motorista de van Robson de Andrade Oliveira e os ex-seguranças Ednei Gonçalves Pereira, Marco Antonio Vicente, Ronaldo Amaral e Anderson Souza. Teria sido Anderson o autor dos disparos que mataram o milionário.
Dois desses homens eram amantes de Adriana. Um deles, Robson de Andrade Oliveira, dono de uma van de transporte de passageiros, confessou o romance às autoridades. Em seu celular, os telefones de Adriana eram identificados com o apelido “Égua Loura”. Não satisfeito em tornar público um apelido íntimo, Robson apimentou ainda mais a história ao revelar que o milionário Renné Senna era impotente.
A polícia afirmou que antes do assassinato Adriana vinha demonstrando um comportamento fora do padrão. No dia do crime, ela exigiu de um supermercado a nota fiscal, algo que nunca fazia. A polícia concluiu que ela queria usar o recibo como álibi. A viúva tinha comprado uma cobertura em Arraial do Cabo, na região dos Lagos, por R$ 300 mil. Lá costumava se encontrar com o amante. Adriana teve pressa para mobiliar o imóvel. Como a loja que vendeu os eletrodomésticos pediu uma semana para a entrega, ela alugou um caminhão e levou tudo no mesmo dia. Um dos irmãos de Renné, Alcimar Santos, disse que o milionário teria descoberto o romance e expulsado a viúva de casa, poucos dias antes de morrer. Por isso, ela estaria montando uma casa para morar. E de acordo com a polícia, poucos dias depois do assassinato do marido, ela voltou a frequentar motéis com os amantes.
Mas a polícia concluiu também que Adriana teria tramado com um de seus amantes, segurança de Renné, o sequestro do marido. Renné teria descoberto o plano e, por isso, sido assassinado. Esse amante, o ex-policial militar Anderson Silva Souza, também é suspeito no assassinato de David Vilhena, o segurança de maior confiança de Renné, em setembro. Segundo a polícia, Vilhena estava investigando os antecedentes de Anderson quando foi assassinado.

## Prisão e soltura de Adriana Almeida
Adriana foi capturada no dia 29 de janeiro de 2007, acusada de planejar a morte do marido. Hostilizada em Rio Bonito, ela escapou duas vezes de ser linchada. Ganhou um habeas-corpus da Quinta Turma do Superior Tribunal de Justiça (STJ) no dia 27 de junho de 2008, por conta do excesso de prazo da prisão temporária.

## Andamento do processo
Em 9 de julho de 2009, após mais de 72 horas de julgamento e o depoimento de dez testemunhas, o Tribunal do Júri de Rio Bonito condenou, por 4 votos a 3 dos jurados, dois ex-seguranças acusados da morte de René Senna a 18 anos de prisão em regime fechado, Anderson Silva Sousa e Ednei Gonçalves Pereira.
Depois de passarem mais de um ano presos, quatro dos suspeitos respondem ao processo em liberdade. Seguem presos Anderson de Souza, acusado de ser autor dos disparos, e Edney Gonçalves Pereira, que estaria na moto que foi usada no dia do crime.
Adriana Almeida já teve quatro advogados diferentes ao longo do processo. Além do apelido de "Égua Loira", também ficou conhecida como "a viúva da Mega-Sena".

## Desdobramentos
Em 24 de fevereiro de 2010,  na 119ª DP (Rio Bonito), Adriana Almeida registrou um roubo que teria ocorrido na Fazenda Nossa Senhora da Conceição, que pertencia ao milionário Renné Senna. De acordo com o delegado Nilton Silva, Adriana registrou na delegacia que foram levados eletrodomésticos - incluindo uma geladeira, um freezer e um frigobar - além de uma TV, roupas e um quadriciclo que o milionário, que era deficiente físico, usava para se locomover. Ainda não há suspeitos do suposto crime. "Seria necessário um caminhão ou um carro bem grande para transportar o que ela relatou ter sido roubado”, disse o delegado.
Adriana disse à polícia que mora na fazenda, onde teria passado o carnaval, mas que não estava indo com frequência ao local porque haveria problemas de água.

## Julgamento
Após cinco dias de julgamento, a cabeleireira Adriana Almeida, que era acusada de planejar a morte do marido René Sena, ex-lavrador que ficou milionário após ganhar o prêmio da Mega-Sena em 2005, foi absolvida na madrugada deste sábado (3-12-2011). A sentença foi lida pela juíza Roberta dos Santos Braga Costa, no Tribunal do Júri (TJ), no Fórum de Rio Bonito, na Baixada Litorânea do Rio de Janeiro. Outros três réus também foram absolvidos.
ATUALIDADE PROCESSUAL:  Diante desse resultado, o TJRJ, tempos depois, proveu apelação da Promotoria Pública, anulando o julgamento de absolvição e determinando a realização de outro. A Defesa ingressou com recurso especial no STJ, o qual foi rejeitado por atecnia, baixando os autos à origem para cumprimento da decisão. Neste entretempo, a Defesa ajuizou Habeas Corpus também no STJ, mas o Ministro Félix Fischer negou-lhe concessão de liminar destinada ao sobrestamento do novo julgamento até  final apreciação do HC. Argumentou-se sobre a soberania das decisões do Conselho de Sentença, a qual deve ser preservada, notadamente diante da fragilidade que integra o pronunciamento do TJRJ, prestigiando a versão acusatória, quando o Júri decidira por acolher a tese defensiva - ambas com respaldo probatório. Agora a decisão mais delicada está nas mãos do Juiz-Presidente do Júri de Rio Bonito - RJ: se dá pronto atendimento ao determinado pelo TJRJ, marcando a nova data, pois o HC no STJ não tem efeito suspensivo; ou, por cautela, diante de caso pontual e que exige grande mobilização para realização da nova sessão de julgamento, resolve aguardar o desfecho do HC no STJ, diante da prejudicialidade em caso de sua concessão, porventura Adriana seja condenada nesse novo julgamento, pois, novamente, um ato solene dessa magnitude restará desvalido. Porém, se absolvida, esta decisão é que implicará no esvaziamento do conteúdo do HC-STJ. O risco nas duas situações é latente, já que todos sabemos como começa um processo, mas ninguém tem poder ou autoridade para adiantar-lhe o mérito de culpabilidade. Enfim, são três hipóteses para que este caso seja definitivamente encerrado e arquivado: A) se condenada no novo julgamento, Adriana não terá direito à apelação pelo mérito da acusação, só em caso de eventual nulidade na realização dele; B) se absolvida, é a Promotoria Pública que não terá direito ao segundo apelo pelo mérito, salvo em caso de novas nulidades; c) ocorrendo uma das duas hipóteses, se o STJ negar o Habeas Corpus, estando Adriana condenada pela morte do ex-marido, irá cumprir sua reprimenda e não terá mais recurso a interpor; e se estiver absolvida o Habeas Corpus será dado por prejudicado.

## Tentativa de acordo
Em 2013, Adriana Ferreira Almeida tentou estabelecer na Justiça um acordo com a filha única de Renê, Renata Sena. Adriana propôs a extinção das ações de ambas as partes e a divisão igual em duas partes da fortuna deixada pela vítima, hoje avaliada em mais de R$ 100 milhões. O advogado de Renata, Marcus Rangoni, afirmou que a filha do vencedor do prêmio da Mega-Sena não aceitou a proposta e que a negativa ao acordo oferecido por Adriana e seu advogado já foi apresentada. “Não vamos aceitar a proposta de acordo. Não se senta à mesa para negociar com a pessoa que você tem convicção que assassinou seu pai”, disse o advogado.

## Novo Julgamento e pena final
No dia 16/12/2016, Adriana Almeida conhecida como " a viúva da Mega Sena " foi condenada a 20 anos de Prisão. A herança de 52 milhões e os bens do milionário ficarão com a única filha de Renné, Renata Senna.
DESFECHO
TJ anula testamento de milionário que beneficiava Viúva da Mega-Sena.
Desembargadores da 17ª Câmara Cível do Tribunal de Justiça do Rio anularam o testamento do milionário Renné Senna, assassinado em 2007 depois de ganhar R$ 52 milhões na Mega Sena. O processo corre em segredo de Justiça. O documento beneficiava a ex-cabeleireira Adriana Ferreira Almeida, viúva de Renné condenada em dezembro de 2016 a 20 anos de prisão pelo assassinato do marido. A herança, de mais de R$ 100 milhões, era disputada por Adriana e os 11 irmãos da vítima.
O testamento deixava 50% da fortuna para a filha única de Renné e a outra metade Adriana Almeida. Os irmãos do milionário entraram na Justiça para fazer valer o testamento anterior, que destinava 50% dos bens para a filha e o restante em diferentes percentuais para eles. A defesa dos irmãos do milionário alegou que o testamento que beneficiava Adriana foi produto de uma fraude, feito somente para beneficiá-la.
De acordo com o advogado Sebastião Mendonça, que representa os irmãos de Renné, Adriana “tinha interesse na lavratura do testamento, assim como na morte do testador, tanto é que foi condenada pelo Tribunal do Júri de Rio Bonito, tornando-a indigna de ser beneficiária do testamento”.
O ex-lavrador Renê Senna foi executado a tiros em 7 de janeiro de 2007 em Rio Bonito, Região Metropolitana do Rio. Seis pessoas foram acusadas do crime, entre elas a viúva da vítima. De acordo com a denúncia do Ministério Público, Adriana teria ordenado a morte do marido após ele ter dito que ia excluí-la do testamento, pois sabia que estava sendo traído.
Adriana foi inocentada em 2011, mas a sentença foi anulada em 2014 pelo Tribunal de Justiça. Isso porque o motorista Otávio dos Santos Pereira, genro do milionário, denunciou quebra de incomunicabilidade de dois jurados. Segundo o Código de Processo Penal, nesses casos, é decretada a nulidade do julgamento, já que os jurados não podem ter contato entre si, com testemunhas ou com o mundo exterior, para evitar que sejam influenciados. Eles teriam ido a um posto de gasolina em frente ao hotel.
Cinco anos depois, em dezembro de 2016, Adriana foi julgada novamente. Em depoimento prestado em juízo, ela disse que gostava do companheiro mas admitiu que tinha um amante desde meses antes da morte de Renné. Adriana disse ainda que não sabia que estava no testamento do milionário, com direito a metade de tudo que ele deixasse. O Tribunal do Júri de Rio Bonito condenou a viúva a 20 anos de prisão pelo crime. Atualmente, Adriana cumpre a pena em prisão domiciliar.